# Matabuena
Matabuena è un comune spagnolo di 243 abitanti situato nella comunità autonoma di Castiglia e León.